# Aeropuerto de Hamburgo
El Aeropuerto de Hamburgo (IATA: HAM, OACI: EDDH) (alemán: Flughafen Hamburg, anteriormente Flughafen Hamburg-Fuhlsbüttel) es el aeropuerto internacional de Hamburgo, Alemania. 

## Características

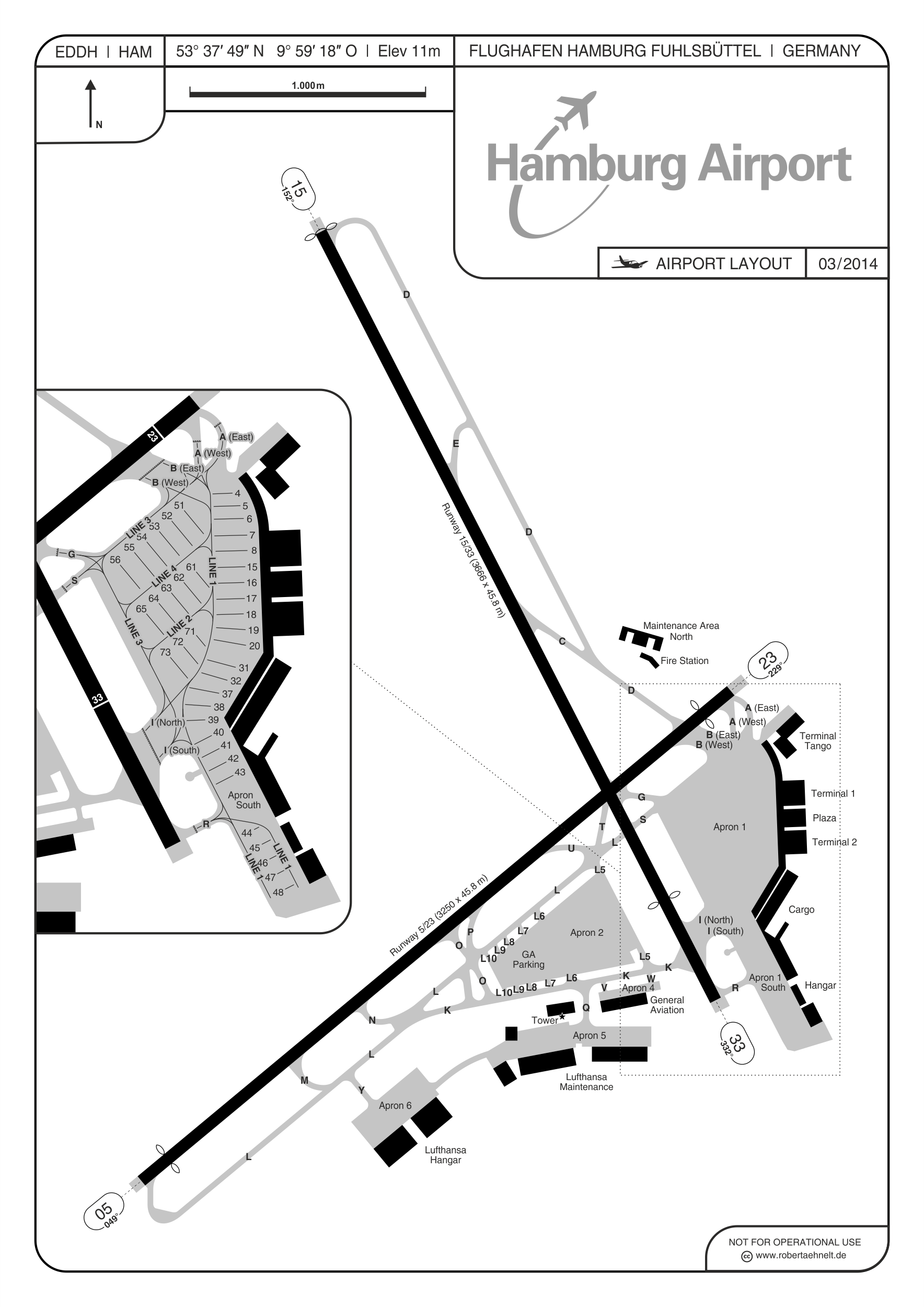
Aeropuerto de Hamburgo

Originalmente cubría una superficie de 440.000 m². Desde entonces se ha expandido más de diez veces su superficie hasta alcanzar los 5,7 km². La principal zona de maniobras cubre una superficie de 320.000 m². El aeropuerto se encuentra a unos 8,5 km al noroeste del centro de la ciudad de Hamburgo.

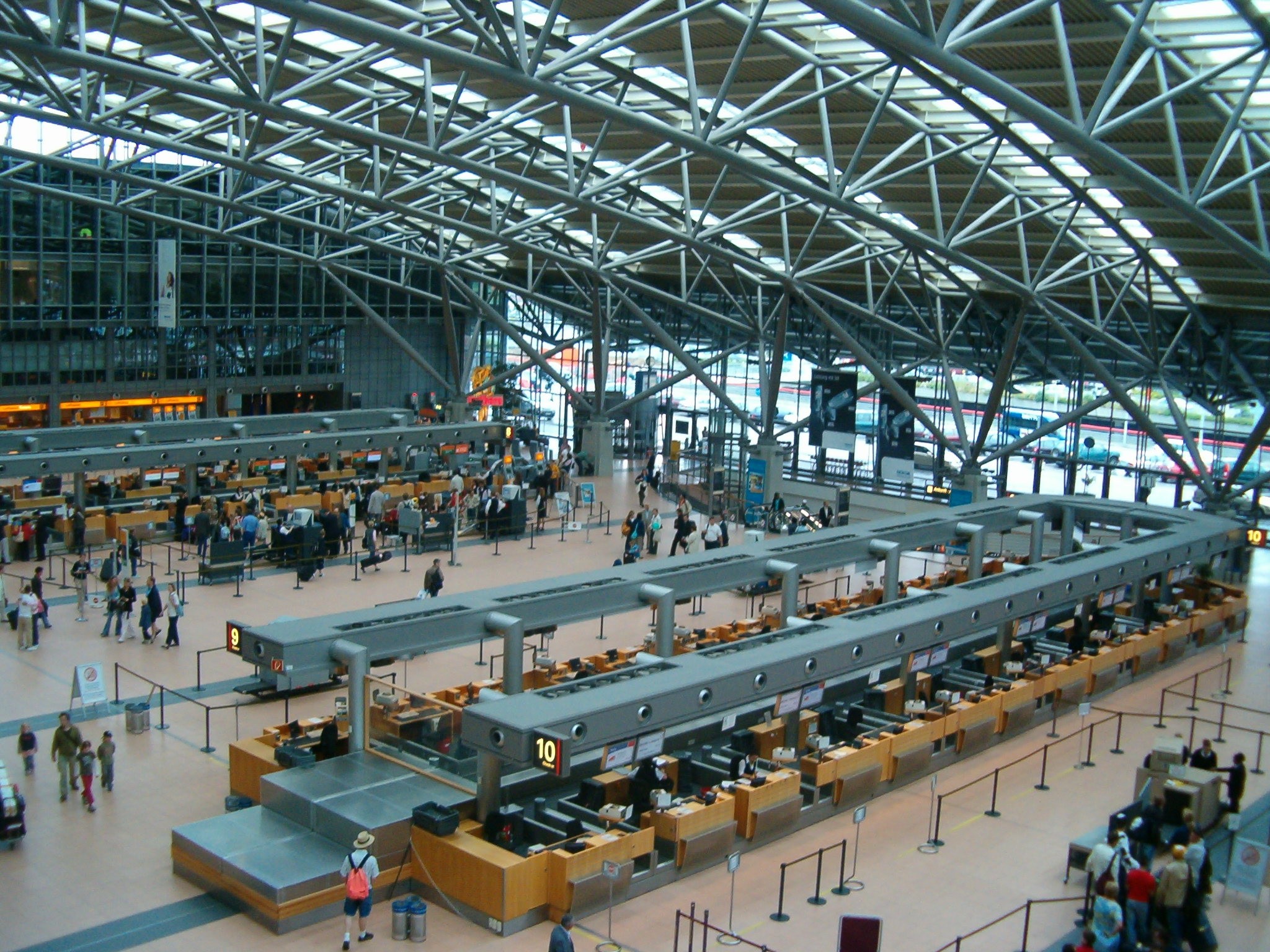
Sala de Partidas del Aeropuerto de Hamburgo.

El aeropuerto fue inaugurado en 1911. En la década de 1970 se discutió la posibilidad de trasladar el aeropuerto más al norte, cerca de Kaltenkirchen. Este plan fue subsecuentemente descartado, y el aeropuerto está completando una importante modernización que incluye una nueva terminal, nuevas rutas de acceso y una conexión al sistema de tránsito rápido de Hamburgo. Finalmente, en 2005 se realizó una modernización, a cargo del estudio de arquitectos gmp.
El Aeropuerto de Hamburgo (de acuerdo al tráfico de pasajeros) es el quinto aeropuerto en importancia de los 16 aeropuertos de Alemania, ubicándose a la altura del Aeropuerto Internacional de Tegel de Berlín.
Los accionistas del aeropuerto son la Ciudad de Hamburgo (51%) y Hochtief AirPort GmbH. (49%).

## Aerolíneas y destinos

### Terminal 1
- Aer Lingus (Dublín)
- airBaltic (Liepaja, Riga, Vilna)
- Air France (Lyon, París-Charles de Gaulle, Toulouse)
- Air Malta (Leipzig, Malta)
- Air Transat (Toronto-Pearson)
- Blue Wings (Antalya, Dusseldorf, Estambul, Kayseri)
- British Airways (Londres-Heathrow)
- Bulgarian Air Charter (Burgas, Varna)
- Czech Airlines (Praga)
- easyJet (Londres-Luton, Mánchester, Valencia)
  - operado por easyJet Switzerland (Basilea/Mulhouse, Ginebra, Salzburgo)
- Emirates (Dubái)
- Finnair (Helsinki)
- Flybe (Birmingham, Mánchester)
- Gotlandsflyg (Visby [de temporada])
- Iran Air (Teherán-Mehrabad)
- Iberia (Madrid)
- KLM
  - operado por KLM Cityhopper (Ámsterdam)
- Norwegian Air Shuttle (Oslo)
- Pegasus Airlines (Antalya, Estambul)
- Ryanair (Barcelona, Madrid, Sevilla, Valencia)
- Sky Airlines (Antalya, Dusseldorf)
- SunExpress (Antalya, Bodrum, Esmirna)
- Transavia (Innsbruck)
- TUIfly (Antalya, Arrecife, Bodrum, Catania, Colonia/Bonn, Corfú, Cos, Dalamán, Faro, Fuerteventura, Funchal, Gran Canaria, Grenoble, Heraclión, Ibiza, Jerez de la Frontera, Klagenfurt, Lúxor, Mahón, Monastir, Nápoles, Olbia, Palma de Mallorca, Patrás, Oporto, Rodas, Salzburgo, Santa Cruz de La Palma, Santa Cruz de Tenerife-Sur, Tesalónica, Venecia)
- Turkish Airlines (Ankara, Estambul-Ataturk, Trebisonda)
- United Airlines (Nueva York-Newark)

### Terminal 2
- Austrian Airlines
  - operado por Austrian Arrows (Viena)
- Condor Airlines (Antalya, Burgas, Dalaman, Fuerteventura, Funchal, Gran Canaria, Heraclión, Hurgada, Ibiza, La Canea, Palma de Mallorca, Sharm el-Sheij, Santa Cruz de Tenerife-Sur, Varna)
- Croatia Airlines (Split)
- Eurowings (Corfú, Estambul-Sabiha Gokcen, Esmirna, Londres-Gatwick, Múnich, Palma de Mallorca, Pristina, Split, Stuttgart, Toulouse, Valencia, Bilbao (Inicia el 4 de abril de 2022), Verona, Zagreb)
- LOT Polish Airlines (Varsovia, Gdansk)
- Lufthansa (Bruselas, Colonia/Bonn, Dusseldorf, Fráncfort del Meno, Londres-Heathrow, Múnich, Palma de Mallorca, París-Charles de Gaulle, Roma-Fiumicino, Stuttgart, Viena, Zúrich)
- Lufthansa Regional
  - operado por Cirrus Airlines (Dresde, Mannheim, Londres-City, Saarbrucken)
  - operado por Lufthansa CityLine (Ámsterdam, Balatón-Saarmelleek, Barcelona, Bastía, Bergen, Budapest, Colonia/Bonn, Estocolmo-Arlanda, Ginebra, Gotemburgo-Landvetter, Madrid, Mánchester, Milán-Malpensa, Niza, Núremberg, Oslo, París-Charles de Gaulle, Praga, Ronne-Bornholm, Valencia)
- Luxair (Luxemburgo, Sarrebruck)
- Nordic Regional (Palma de Mallorca)
  - operado por OLT Express (Bremen, Puerto de Bremen, Wangeróoge, Westerland)
- Scandinavian Airlines System (Copenhague, Estocolmo-Arlanda)
- Shanghai Airlines (Shanghái)
- Swiss International Air Lines (Zúrich)
- Tunis Air (Monastir, Túnez, Yerba)
- Vueling  (Barcelona)

### Destinos nacionales
| Ciudades                    | Nombre del aeropuerto                                  | Aerolíneas            |
| Alemania                    | Alemania                                               | Alemania              |
| --------------------------- | ------------------------------------------------------ | --------------------- |
| Baden-Wurtemberg            |                                                        |                       |
| Stuttgart                   | Aeropuerto de Stuttgart                                | Eurowings             |
| Baviera                     |                                                        |                       |
| Múnich                      | Aeropuerto Internacional de Múnich-Franz Josef Strauss | Eurowings / Lufthansa |
| Hesse                       |                                                        |                       |
| Fráncfort del Meno          | Aeropuerto de Fráncfort del Meno                       | Condor / Lufthansa    |
| Renania del Norte-Westfalia |                                                        |                       |
| Düsseldorf                  | Aeropuerto Internacional de Düsseldorf                 | Eurowings             |
| Sarre                       |                                                        |                       |
| Saarbrücken                 | Aeropuerto de Saarbrücken                              | Danish Air Transport  |

### Destinos internacionales
| Ciudades por países  | Nombre del aeropuerto                                   | Aerolíneas |
| África               | África                                                  | África |
| -------------------- | ------------------------------------------------------- | --- |
| Egipto               |                                                         | |
| Hurghada             | Aeropuerto Internacional de Hurghada                    | Air Cairo / Cóndor / Eurowings (estacional)                                                                                 |
| Marsa Alam           | Aeropuerto Internacional de Marsa Alam                  | Eurowings (estacional) (inicia el 28 de octubre de 2025)                                                                    |
| Marruecos            |                                                         | |
| Agadir               | Aeropuerto de Agadir-Al Massira                         | Cóndor (estacional) |
| Túnez                |                                                         | |
| Monastir             | Aeropuerto Internacional de Monastir-Habib Bourguiba    | Tunisair |
| Asia                 |                                                         | |
| Armenia              |                                                         | |
| Ereván               | Aeropuerto Internacional de Zvartnots                   | Wizz Air (inicia el 1 de octubre de 2025)                                                                                   |
| Catar                |                                                         | |
| Doha                 | Aeropuerto Internacional Hamad                          | Qatar Airways |
| Chipre               |                                                         | |
| Lárnaca              | Aeropuerto Internacional de Lárnaca                     | Eurowings (estacional) |
| EAU                  |                                                         | |
| Dubái                | Aeropuerto Internacional de Dubái                       | Emirates |
| Georgia              |                                                         | |
| Kutaisi              | Aeropuerto de Kopitnari                                 | Wizz Air |
| Irak                 |                                                         | |
| Erbil                | Aeropuerto Internacional de Erbil                       | Eurowings |
| Turquía              |                                                         | |
| Adana                | Aeropuerto Internacional de Cukurova                    | SunExpress (estacional) |
| Ankara               | Aeropuerto Internacional Esenboğa                       | Pegasus Airlines / SunExpress (estacional)                                                                                  |
| Antalya              | Aeropuerto de Antalya                                   | Corendon Airlines / Freebird Airlines (estacional) / Mavi Gök Airlines (chárter estacional) / Pegasus Airlines / SunExpress |
| Bodrum               | Aeropuerto de Bodrum                                    | Mavi Gök Airlines (chárter estacional)                                                                                      |
| Dalaman              | Aeropuerto de Dalaman                                   | SunExpress (estacional) |
| Esmirna              | Aeropuerto de Esmirna-Adnan Menderes                    | Corendon Airlines (estacional) / SunExpress                                                                                 |
| Estambul             | Aeropuerto de Estambul                                  | Turkish Airlines |
| Estambul             | Aeropuerto Internacional Sabiha Gökçen                  | Pegasus Airlines / AJet |
| Europa               |                                                         | |
| Albania              |                                                         | |
| Tirana               | Aeropuerto Internacional Madre Teresa                   | Wizz Air |
| Austria              |                                                         | |
| Graz                 | Aeropuerto de Graz                                      | Eurowings |
| Innsbruck            | Aeropuerto de Innsbruck                                 | Eurowings (estacional) |
| Salzburgo            | Aeropuerto de Salzburgo                                 | Eurowings |
| Viena                | Aeropuerto de Viena-Schwechat                           | Austrian Airlines / Eurowings                                                                                               |
| Bélgica              |                                                         | |
| Bruselas             | Aeropuerto de Bruselas-National                         | Brussels Airlines |
| Bulgaria             |                                                         | |
| Burgas               | Aeropuerto de Burgas                                    | Eurowings (estacional) |
| Sofía                | Aeropuerto de Sofía                                     | Wizz Air |
| Varna                | Aeropuerto de Varna                                     | Eurowings (estacional) / Wizz Air                                                                                           |
| Croacia              |                                                         | |
| Dubrovnik            | Aeropuerto de Dubrovnik                                 | Eurowings (estacional) |
| Rijeka               | Aeropuerto de Rijeka                                    | Eurowings (estacional) |
| Split                | Aeropuerto de Split                                     | Eurowings (estacional) |
| Zadar                | Aeropuerto de Zadar                                     | Eurowings (estacional) / Ryanair (estacional)                                                                               |
| Zagreb               | Aeropuerto de Zagreb-Franjo Tuđman                      | Croatia Airlines (estacional)                                                                                               |
| Dinamarca            |                                                         | |
| Copenhague           | Aeropuerto de Copenhague-Kastrup                        | Scandinavian Airlines |
| España               |                                                         | |
| Alicante             | Aeropuerto de Alicante                                  | Eurowings (estacional) / Ryanair                                                                                            |
| Barcelona            | Aeropuerto de Barcelona-El Prat                         | Eurowings / Vueling |
| Bilbao               | Aeropuerto de Bilbao                                    | Eurowings (estacional) |
| Fuerteventura        | Aeropuerto de Fuerteventura                             | Condor / Eurowings / Marabu                                                                                                 |
| Gran Canaria         | Aeropuerto de Gran Canaria                              | Condor / Eurowings / Marabu                                                                                                 |
| Ibiza                | Aeropuerto de Ibiza                                     | Eurowings (estacional) |
| Jerez de la Frontera | Aeropuerto de Jerez                                     | Condor (estacional) / Eurowings (estacional) / Marabu (estacional)                                                          |
| Lanzarote            | Aeropuerto de Lanzarote                                 | Condor (estacional) / Eurowings (estacional) / Marabu                                                                       |
| La Palma             | Aeropuerto de La Palma                                  | Cóndor (estacional) / Eurowings (estacional)                                                                                |
| Madrid               | Aeropuerto de Madrid-Barajas                            | Iberia |
| Málaga               | Aeropuerto de Málaga-Costa del Sol                      | Eurowings |
| Palma de Mallorca    | Aeropuerto de Palma de Mallorca                         | Condor (estacional) / Eurowings / Marabu (estacional) / Ryanair                                                             |
| Tenerife Sur         | Aeropuerto de Tenerife Sur                              | Cóndor / Eurowings (estacional) / Marabu (estacional)                                                                       |
| Valencia             | Aeropuerto de Valencia                                  | Eurowings (estacional) |
| Finlandia            |                                                         | |
| Helsinki             | Aeropuerto de Helsinki-Vantaa                           | Finnair |
| Rovaniemi            | Aeropuerto de Rovaniemi                                 | Eurowings (estacional) |
| Francia              |                                                         | |
| Niza                 | Aeropuerto Internacional Niza Costa Azul                | Eurowings (estacional) |
| París                | Aeropuerto de París-Charles de Gaulle                   | Air France / Eurowings |
| Grecia               |                                                         | |
| Atenas               | Aeropuerto Internacional Eleftherios Venizelos          | Aegean Airlines / SKYExpress (inicia el 24 de octubre de 2025)                                                              |
| Corfú                | Aeropuerto Internacional de Corfú-Ioannis Kapodistrias  | Condor (estacional) / Eurowings (estacional) / Marabu (estacional)                                                          |
| Heraclión            | Aeropuerto Internacional de Heraclión Nikos Kazantzakis | Condor (estacional) / Eurowings (estacional) / Marabu (estacional)                                                          |
| Kos                  | Aeropuerto Internacional de Kos-Hipócrates              | Condor (estacional) / Eurowings (estacional) / Marabu (estacional)                                                          |
| La Canea             | Aeropuerto Internacional de La Canea                    | Condor (estacional) / Eurowings (estacional) / Marabu (estacional)                                                          |
| Préveza              | Aeropuerto de Préveza                                   | Condor (estacional) |
| Rodas                | Aeropuerto Internacional de Rodas-Diágoras              | Condor (estacional) / Eurowings (estacional) / Marabu (estacional)                                                          |
| Salónica             | Aeropuerto Internacional Macedonia                      | Aegean Airlines / Eurowings                                                                                                 |
| Zante                | Aeropuerto Internacional de Zante                       | Eurowings (estacional) / Marabu (estacional)                                                                                |
| Hungría              |                                                         | |
| Budapest             | Aeropuerto de Budapest-Ferenc Liszt                     | Eurowings |
| Irlanda              |                                                         | |
| Dublín               | Aeropuerto de Dublín                                    | Aer Lingus / Ryanair |
| Islandia             |                                                         | |
| Reikiavik            | Aeropuerto Internacional de Keflavík                    | Icelandair (estacional) |
| Italia               |                                                         | |
| Bari                 | Aeropuerto de Bari                                      | Eurowings (estacional) |
| Bolzano              | Aeropuerto de Bolzano                                   | SkyAlps |
| Catania              | Aeropuerto de Catania                                   | Eurowings (estacional) |
| Cagliari             | Aeropuerto de Cagliari-Elmas                            | Eurowings (estacional) |
| Florencia            | Aeropuerto de Florencia                                 | Volotea (estacional) |
| Milán                | Aeropuerto de Milán-Malpensa                            | EasyJet / Eurowings |
| Milán                | Aeropuerto de Milán-Linate                              | ITA Airways (estacional) |
| Nápoles              | Aeropuerto de Nápoles                                   | Eurowings (estacional) |
| Olbia                | Aeropuerto de Olbia-Costa Smeralda                      | Eurowings (estacional) |
| Roma                 | Aeropuerto de Roma-Fiumicino                            | EasyJet / Eurowings |
| Trieste              | Aeropuerto de Trieste - Friuli Venezia Giulia           | Condor (chárter estacional)                                                                                                 |
| Venecia              | Aeropuerto de Venecia-Marco Polo                        | Eurowings (estacional) |
| Verona               | Aeropuerto de Verona-Villafranca                        | Eurowings (estacional) |
| Kosovo               |                                                         | |
| Pristina             | Aeropuerto de Pristina                                  | Eurowings |
| Letonia              |                                                         | |
| Riga                 | Aeropuerto de Riga                                      | AirBaltic |
| Lituania             |                                                         | |
| Vilna                | Aeropuerto Internacional de Vilna                       | AirBaltic |
| Luxemburgo           |                                                         | |
| Luxemburgo           | Aeropuerto de Luxemburgo Findel                         | Luxair |
| Macedonia del Norte  |                                                         | |
| Skopie               | Aeropuerto de Skopie                                    | Wizz Air |
| Malta                |                                                         | |
| Malta                | Aeropuerto Internacional de Malta                       | Eurowings (estacional) |
| Moldavia             |                                                         | |
| Chisináu             | Aeropuerto Internacional de Chisináu                    | HiSky |
| Noruega              |                                                         | |
| Bergen               | Aeropuerto de Bergen-Flesland                           | Widerøe |
| Oslo                 | Aeropuerto de Oslo-Gardermoen                           | Norwegian |
| Tromsø               | Aeropuerto de Tromsø-Langnes                            | Eurowings (estacional) |
| Países Bajos         |                                                         | |
| Ámsterdam            | Aeropuerto de Ámsterdam-Schiphol                        | KLM |
| Polonia              |                                                         | |
| Gdansk               | Aeropuerto de Gdańsk-Lech Wałęsa                        | Ryanair / Wizz Air |
| Varsovia             | Aeropuerto de Varsovia-Frederic Chopin                  | LOT Polish Airlines |
| Portugal             |                                                         | |
| Faro                 | Aeropuerto de Faro                                      | Eurowings / Marabu (estacional)                                                                                             |
| Funchal              | Aeropuerto de Madeira                                   | Condor (estacional) / Eurowings (estacional) / Marabu (estacional)                                                          |
| Lisboa               | Aeropuerto de Lisboa                                    | Eurowings / TAP Portugal |
| Oporto               | Aeropuerto de Oporto                                    | Eurowings (estacional) |
| Reino Unido          |                                                         | |
| Londres              | Aeropuerto de Londres-Gatwick                           | EasyJet |
| Londres              | Aeropuerto de Londres-Heathrow                          | British Airways / Eurowings                                                                                                 |
| Londres              | Aeropuerto de Londres-Stansted                          | Ryanair |
| Mánchester           | Aeropuerto Internacional de Mánchester                  | EasyJet / Eurowings |
| Rumania              |                                                         | |
| Bucarest             | Aeropuerto Internacional de Bucarest-Henri Coandă       | Wizz Air |
| Sibiu                | Aeropuerto Internacional de Sibiu                       | Wizz Air |
| Serbia               |                                                         | |
| Belgrado             | Aeropuerto de Belgrado-Nikola Tesla                     | Air Serbia / Wizz Air |
| Suecia               |                                                         | |
| Estocolmo            | Aeropuerto de Estocolmo-Arlanda                         | Eurowings / Scandinavian Airlines                                                                                           |
| Suiza                |                                                         | |
| Basilea              | Aeropuerto de Basilea-Mulhouse-Friburgo                 | EasyJet |
| Ginebra              | Aeropuerto Internacional de Ginebra                     | Swiss |
| Zúrich               | Aeropuerto Internacional de Zúrich                      | Eurowings / Swiss |

## Estadísticas

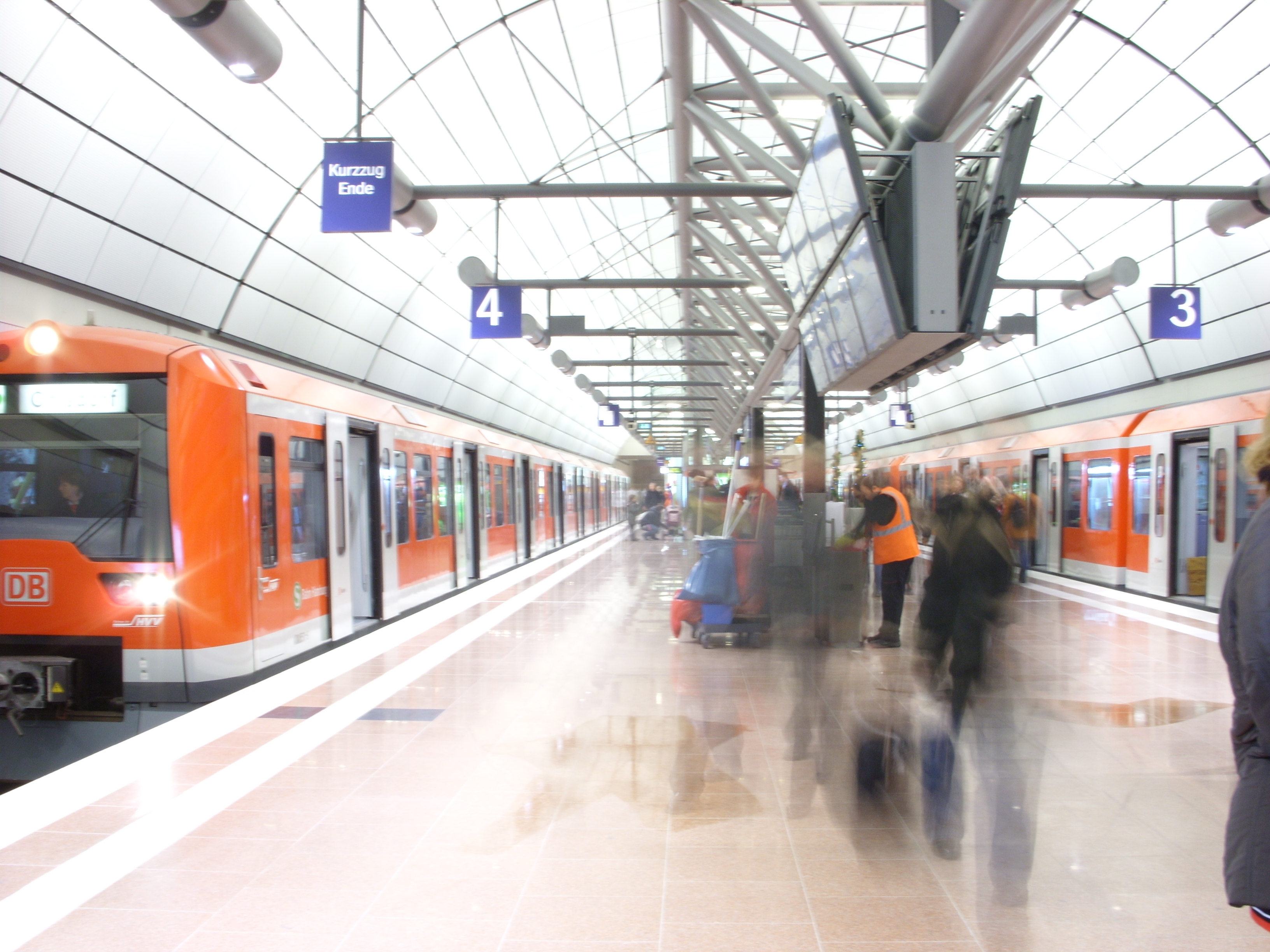
Estación del Aeropuerto de Hamburgo

Mapa del S-Bahn de Hamburgo

Ver fuente y consulta Wikidata.